# Andrew W. Mellon Auditorium
El Andrew W. Mellon Auditorium (originalmente llamado Departamental Auditorium) es un auditorio neoclásico histórico de ubicado en 1301 Constitution Avenue NW en Washington D. C. El auditorio, que conecta dos alas del William Jefferson Clinton Federal Building, es propiedad del gobierno de Estados Unidos pero disponible para el uso del público.

## Descripción
El arquitecto estadounidense Arthur Brown, Jr., con sede en San Francisco, diseñó el auditorio y los dos edificios adyacentes. El estilo arquitectónico del edificio es neoclásico, igual que todos los edificios del desarrollo del Triángulo Federal. El pórtico del Auditorio proporciona el motivo de los dos edificios que se encuentran a ambos lados del mismo. Seis columnas dóricas lo componen. Sobre el pórtico hay un frontón titulado "Columbia", de Edgar Walter. Representa a Columbia (la personificación femenina de Estados Unidos) sentada en una silla en forma de trono, un águila a su derecha, un joven desnudo a su izquierda y los rayos del sol extendiéndose detrás de ella. Detrás del pórtico, un segundo frontón se asienta sobre un arco que conduce a la columnata. Esta escultura, de Edmond Romulus Amateis, representa a George Washington en la batalla de Trenton. El interior es de estilo Beaux Arts. La iluminación interior fue diseñada por Brown y consta de candelabros de latón y aluminio en el techo y lámparas de soporte de aluminio y pan de oro en las paredes. El techo estaba originalmente pintado de azul.
Las columnatas conectan el auditorio con los edificios al este y al oeste, y las galerías en la parte trasera del Auditorio también proporcionan pasajes interiores a estos edificios. Las galerías han recibido muchos elogios. Un crítico señaló: "Las galerías abiertas que conectan el auditorio con sus vecinos constituyen uno de los mayores pasajes de la arquitectura estadounidense".
Toda la estructura ha sido denominada "uno de los auditorios más magníficos del país".

## Construcción
El edificio fue construido como parte del desarrollo del Triángulo Federal. Aunque los planes para reconstruir el barrio marginal Murder Bay habían existido durante décadas, el Congreso no financió la compra de terrenos o la construcción de edificios en el área hasta 1926. En julio de 1926, el gobierno propuso construir el Department of Labor Building entre las calles 13 y 14 NW en el lado norte de B Street NW (ahora Constitution Avenue NW). En marzo de 1927, el gobierno propuso agregar un segundo edificio al este (entre las calles 12 y 13 NW) para "Oficinas independientes" (el propósito del edificio se cambió más tarde para ser la sede de la Comisión de Comercio Interestatal o ICC). El trabajo de diseño avanzó lentamente. En abril de 1930, el presidente Herbert Hoover propuso construir un "Auditorio Departamental" de 2 millones de dólares para conectar los edificios del Departamento de trabajo y de la Comisión de Comercio Interestatal.

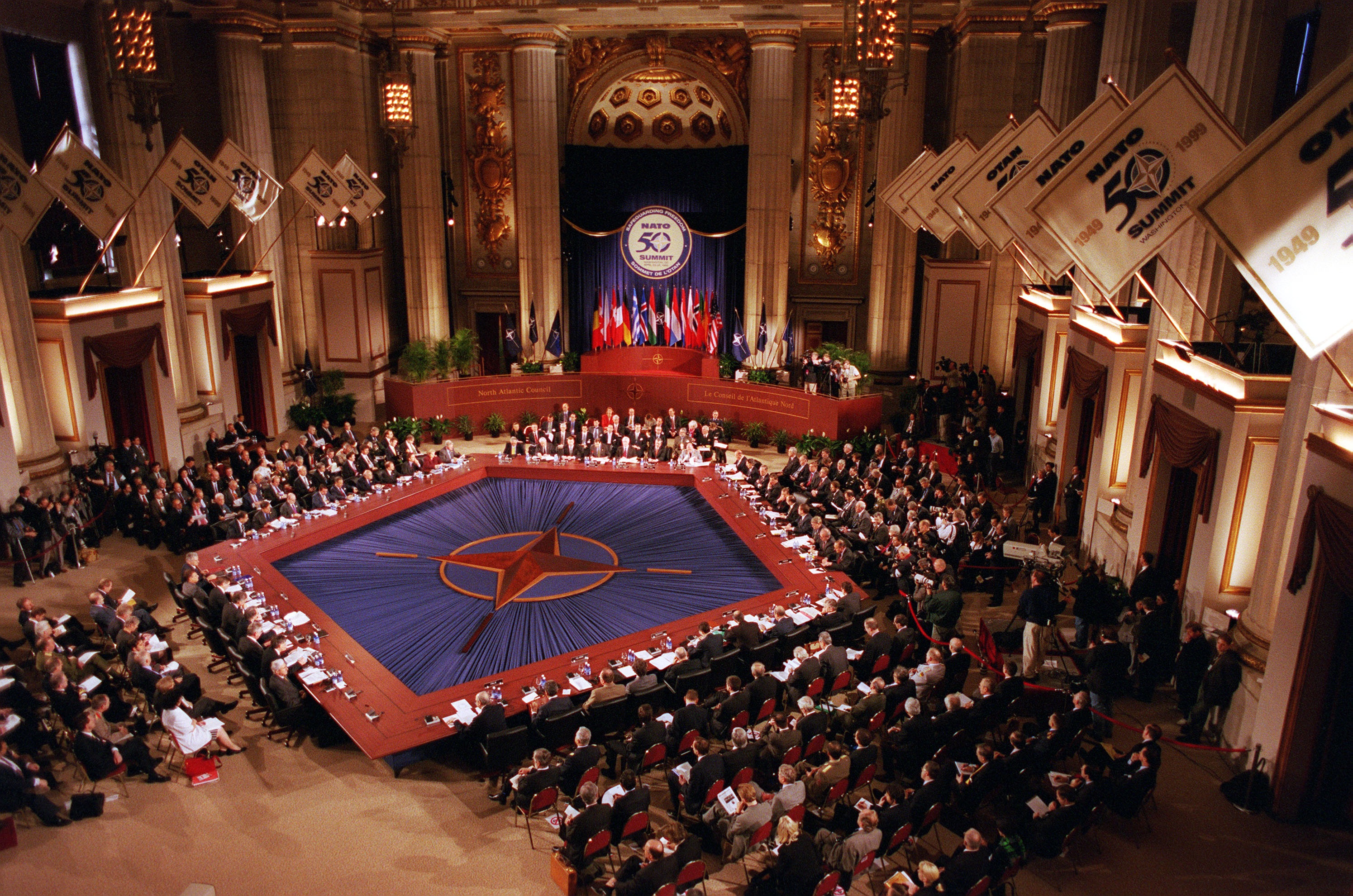
El Consejo del Atlántico Norte se reunió en el Auditorio de Mellon en 1999.

El presidente Hoover colocó las piedras angulares de los edificios del Departamento de trabajo y de la Comisión de Comercio Interestatal el 15 de diciembre de 1932. Los masones entrenados en albañilería ayudaron al presidente a colocar las piedras angulares. Hoover supervisó personalmente la dedicación de la piedra angular en el extremo Laborista del edificio. Sus palabras fueron transmitidas por altavoz a los trabajadores en el extremo de la estructura de la CPI, quienes colocaron la piedra angular de la CPI simultáneamente por instrucción del presidente (convirtiéndose en la primera vez en la historia de Washington que una sola persona dedicó dos piedras angulares al mismo tiempo). William Green, presidente de la Federación Estadounidense del Trabajo (AFL), asistió a la colocación de la piedra angular del edificio Laborista.
Los edificios del Departamento de trabajo y de la Comisión de Comercio Interestatal y el Auditorio Departamental fueron dedicados el 25 de febrero de 1935. La secretaria de Trabajo Frances Perkins inauguró el edificio Labor de 4,5 millones de dólares en una ceremonia a la que asistió el presidente de la AFL, Green. La porción de ICC de la estructura costó 4,45 millones de dólares. Las inauguraciones se celebraron en el Auditorio y constituyeron el primer evento que se realizó allí.

## Historia
En el Auditorio Mellon se han producido varios eventos importantes de la historia estadounidense y mundial. El presidente Franklin D. Roosevelt anunció el restablecimiento del servicio militar obligatorio en 1940 desde el escenario del Auditorio. La firma del Tratado del Atlántico Norte que estableció la OTAN ocurrió en el Auditorio el 4 de abril de 1949. El presidente Bill Clinton firmó allí el Tratado de Libre Comercio de América del Norte en 1994. La Comisión del 11-S dio a conocer sus hallazgos en el Auditorio en 2004. Gran parte de la Convención Nacional Republicana de 2020 tuvo lugar en el Auditorio.
La Agencia de Protección Ambiental de Estados Unidos tomó posesión de los edificios del Departamento de trabajo y de la Comisión de Comercio Interestatal en 2002, y el complejo pasó a llamarse William Jefferson Clinton Federal Building en 2013. El Auditorio Departamental pasó a llamarse Auditorio Andrew W. Mellon en 1987 en honor al Secretario del Tesoro Andrew W. Mellon, quien supervisó el desarrollo del proyecto de construcción del Triángulo Federal y los planos del Auditorio Departamental.
El Auditorio Mellon fue incluido en el Registro Nacional de Lugares Históricos como una propiedad que contribuye al Sitio Histórico Nacional de la Avenida Pennsylvania en 1966. Fue renovado y restaurado en 2000.

## Galería

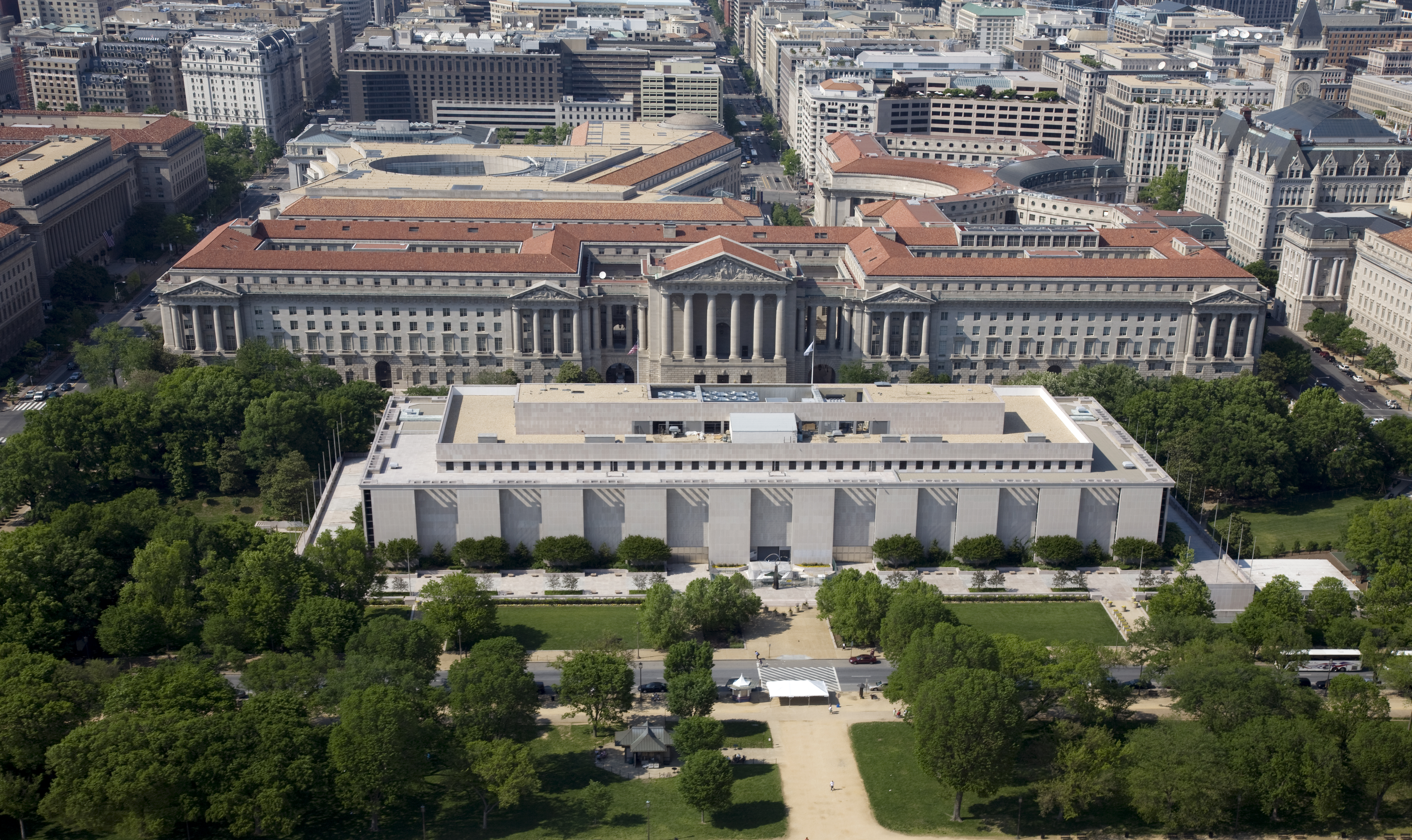
Vista aérea del Auditorio Andrew W. Mellon
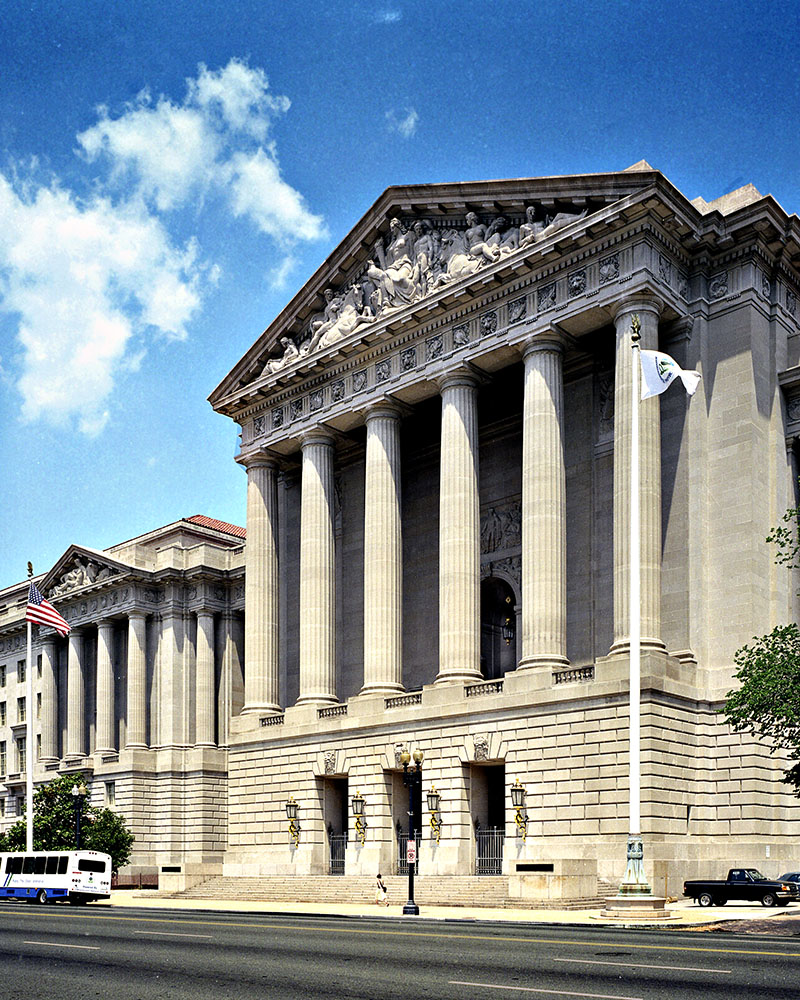
Entrada principal
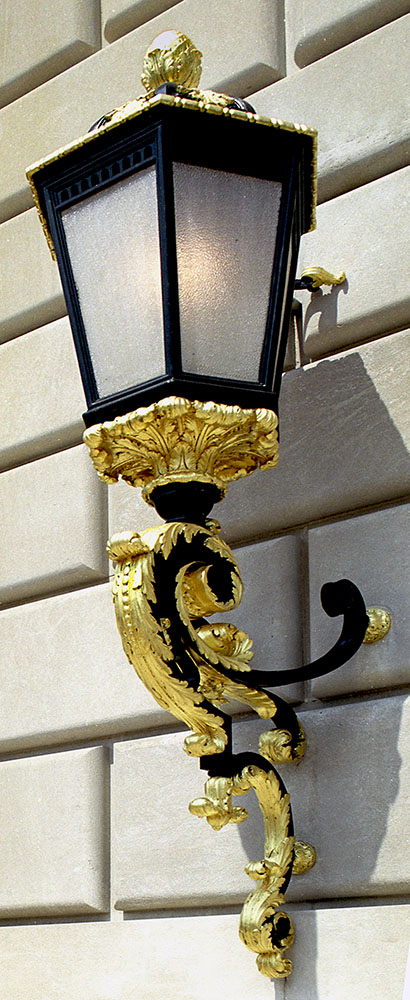
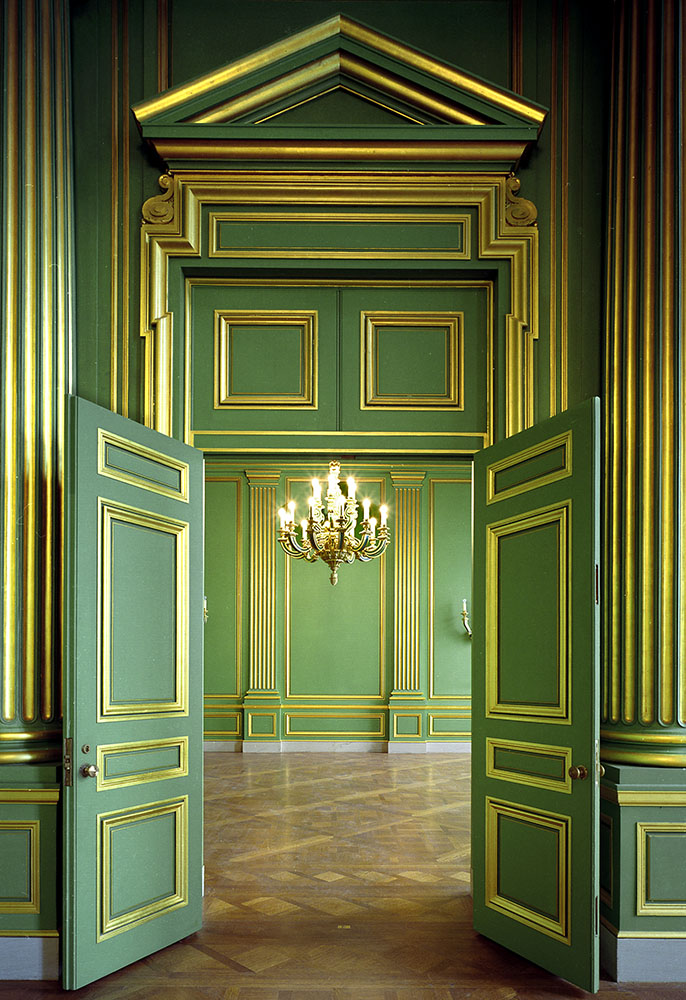
Puerta lateral
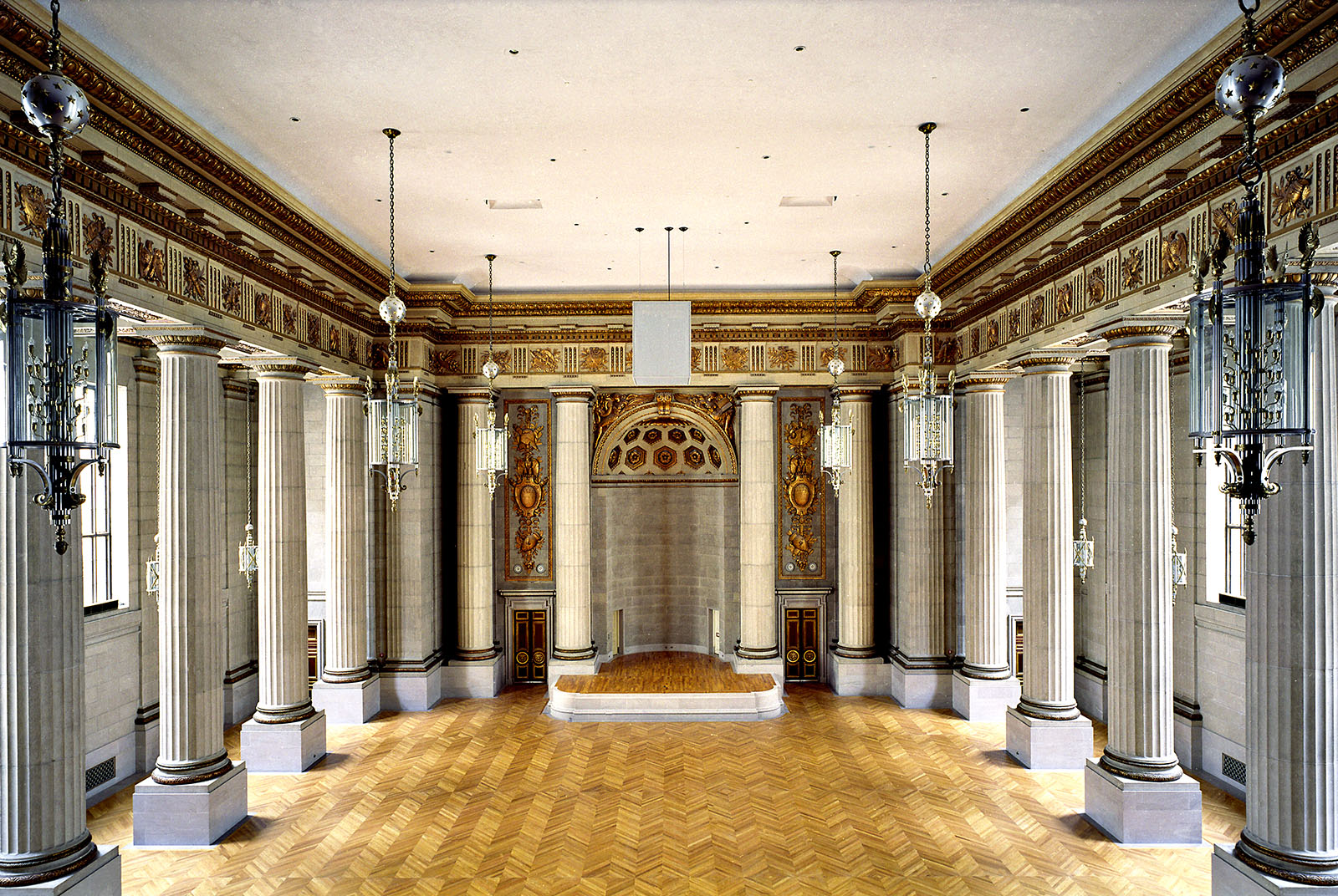
El escenario y el auditorio
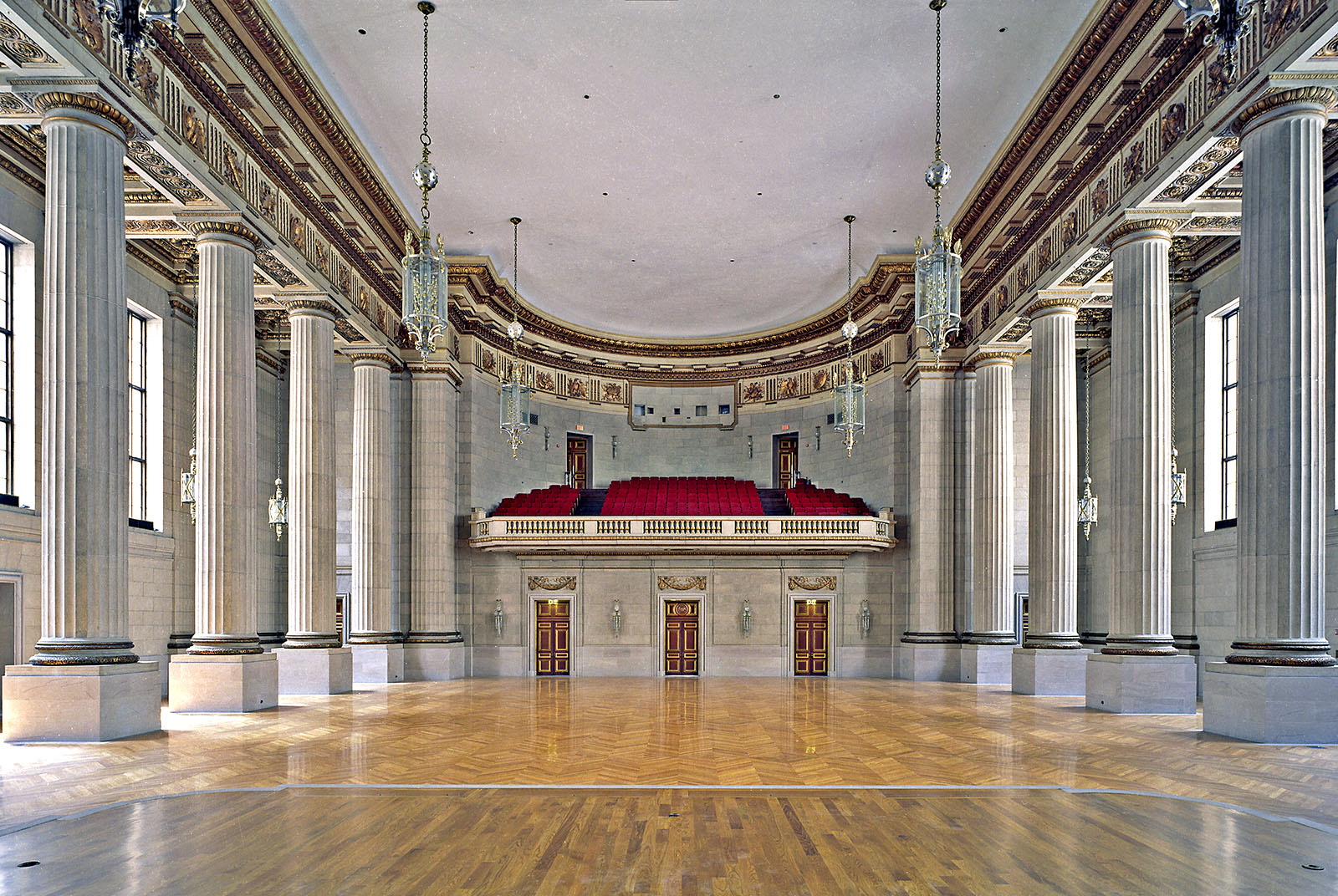
La entrada al auditorio
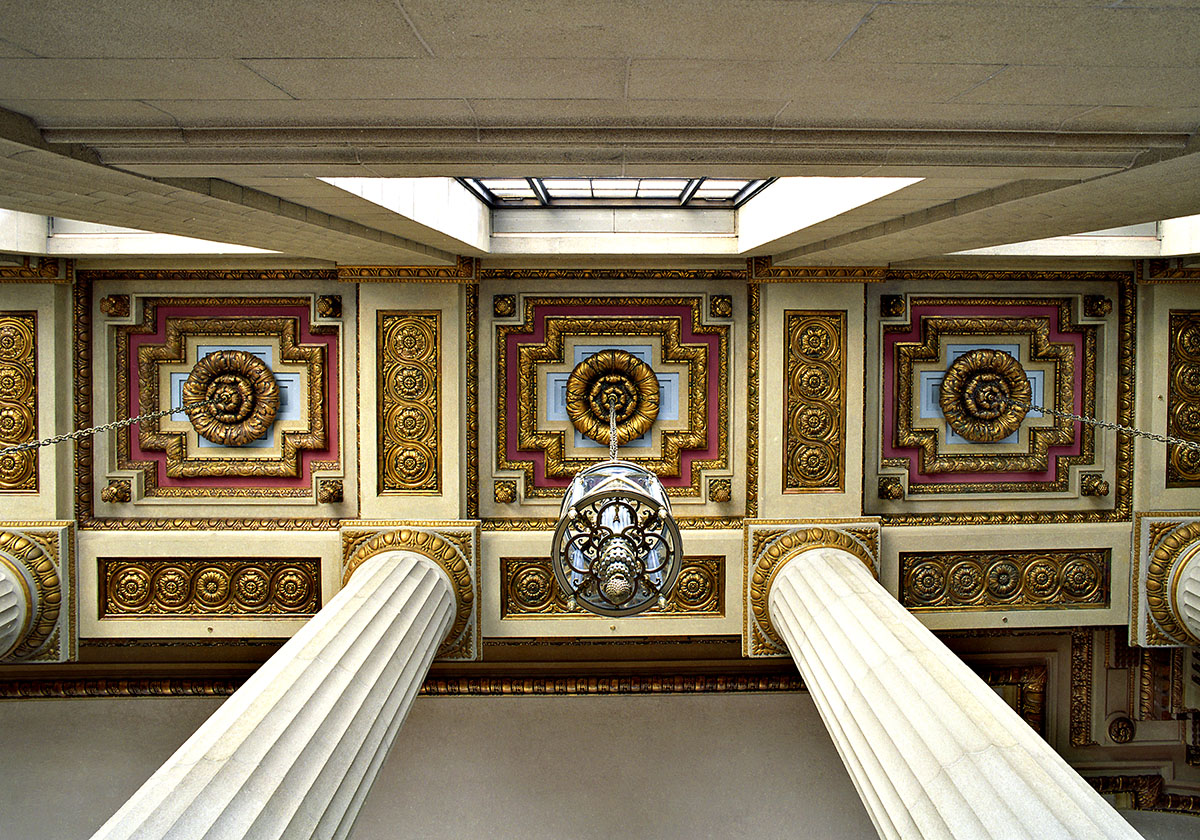
Techo al costado del auditorio